# Reka (Logatec)
Reka je potok, ki izvira v bližini naselja Žibrše v občini Logatec. V Gorenjem Logatcu se združi s Črnim potokom in teče dalje pod imenom Logaščica, ki ponikne v središču Logatca v obzidanem ponoru, imenovanem Jačka.
Leta 1979 je bila na njej zgrajena protipoplavna pregrada, Zadrževalnik Reka. Reka sodi v porečje Ljubljanice.